# Segle d'or valencià
El segle d'or valencià o segle d'or de les lletres valencianes correspon a un període històric que abasta quasi tot el segle xv i que aporta les millors obres literàries en llengua catalana de l'època. La immensa majoria dels grans escriptors d'este temps són valencians.

## Descripció
Este segle d'or parteix d'una situació en la qual la literatura en llengües romàniques era fonamentalment trobadoresca i medieval, i on la prosa no havia encara madurat en cap llengua romànica. Al final d'este segle d'or, la llengua catalana aconsegueix la seua maduresa literària, deslligant la poesia de provençalismes i la prosa de llatinismes (exceptuant-ne allò que s'anomenaria la valenciana prosa), i que a la fi va constituir la base de la literatura catalana, no sols dels segles posteriors sinó també del procés de recuperació literària de la Renaixença i de l'estàndard de la llengua (gramàtica i lèxic) adoptat al segle xx.
Alguns autors inclouen l'obra Lo somni de Bernat Metge (publicada el 1399 a Barcelona) com a inici de l'època, tot i que sovint esta obra se sol excloure i se sol començar amb Francesc Eiximenis, nascut a Girona, i que entre els anys 1384 i 1408 va viure a València, on va escriure la major part de les seues obres. Com a teòleg i predicador la seua obra fou de caràcter religiós (per a complementar la seua tasca de predicador), i es presentava "per manera simple e grossera", amb llenguatge popular amb l'objectiu d'arribar al poble pla.

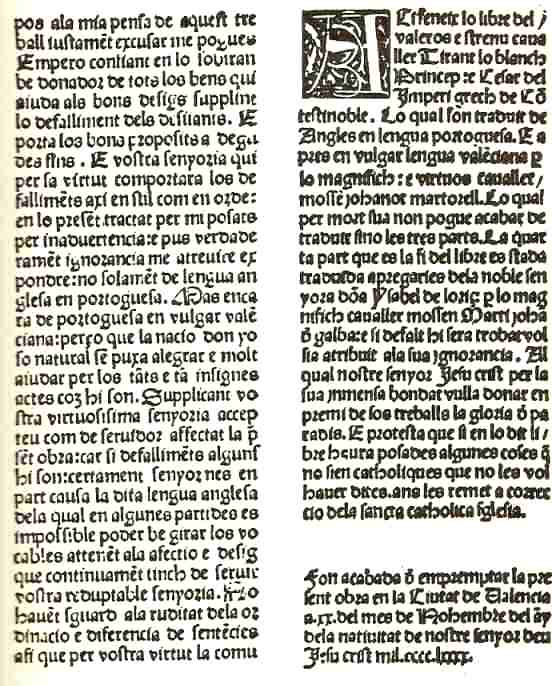
Llibre del Tirant lo Blanc

Ja pròpiament en el segle xv i amb autors valencians, hem de començar amb Jordi de Sant Jordi, amb una poesia encara marcadament dins de l'estil trobadoresc, tot i que amb influències de Petrarca, com a precursor de la poesia del Renaixement. També en l'àmbit de la poesia, Ausiàs March despunta com el millor poeta de l'època en totes les llengües romàniques, i ho fa en una llengua ja purament catalana (amb un mínim d'influència trobadoresca i provençal) i que tracta uns temes reals i personals, allunyant-se de la idealització dels autors anteriors, tant en la seua perspectiva personal (algunes de les seues obres són una anàlisi introspectiva de l'home renaixentista), com de figures molt idealitzades de les dones i del mateix ésser humà.
Joanot Martorell marca un principi i un després de la novel·la europea amb el Tirant lo Blanc, encara hui dia l'obra més important de la literatura catalana. La seua novel·la presenta una visió humana dels hòmens i de les dones de l'època, amb detall de les vergonyes físiques i les penes i preocupacions quotidianes dels personatges.
Joan Roís de Corella combinà la prosa i el vers, sent l'amor el tema principal de la seua obra, amb un humanisme erudit i una gran devoció pels clàssics grecollatins. La prosa corellana seguix el model aristocratitzant dels escriptors del segle xv, amb el predomini d'expressions ampul·loses i retòriques, mestre de la valenciana prosa. El vers incorpora un ritme més àgil i suau que els anteriors poetes medievals, acostant-se a la poesia italiana.
Jaume Roig és l'autor de l'Espill, una obra de caràcter misògin escrita íntegrament en vers, seguint la tradició narrativa romànica. Té relació amb l'escola satírica valenciana, que encara influí els sainets renaixentistes i hui dia encara es reflecteix en els textos fallers.
Isabel de Villena, ploma intimista i tendra, autora de la Vita Christi, amb la seua prodigiosa imaginació i el seu punt de vista femení, va ser un contrapunt a la misogínia de l'Espill, com que als seus escrits destacava les virtuts femenines i el caràcter malvat dels hòmens. Isabel de Villena és la primera escriptora amb nom conegut de la literatura catalana i va tindre molta influència en el segle d'or, ja que va reunir al seu voltant un nodrit grup d'escriptors que la veneraven per la seua altura intel·lectual.
D'altres autors destacats d'aquesta època són els valencians Jaume Gassull i Bernat Fenollar. Alguns autors solen cloure l'etapa amb la mort d'Isabel de Villena o el naixement de Joan Lluís Vives (1492), i altres en la publicació del darrer volum de Lo Cartoixà, en versió de Joan Roís de Corella (1500).
És important assenyalar que molts dels autors anteriors es van conèixer en vida (el cas més destacat és Ausiàs March, que era cunyat de Joanot Martorell) i algunes obres d'alguns influïren de manera rellevant en les obres d'altres. Per exemple, Joanot Martorell té nombrosos manlleus de les obres de Joan Roís de Corella, i, com hem dit, la Vita Christi sembla tota una rèplica a l'Espill.

## Cronologia dels autors més destacats
A continuació es mostren els autors més destacats d'aquells que van escriure una part important de la seua obra al segle d'or.
- Francesc Eiximenis (1330 -1409)
- Sant Vicent Ferrer (1350 - 1419)
- Antoni Canals (1352 - 1419)
- Jordi de Sant Jordi (1394/1400 - 1424)
- L'autor anònim de Curial e Güelfa (mitjan segle xv)
- Ausiàs March (1400 - 1459)
- Joanot Martorell (1405/10 - 1468) i el Tirant lo Blanch
- Jaume Roig (c. 1400 - 1478)
- Sor Isabel de Villena (1430 - 1490)
- Joan Roís de Corella (1435 - 1497)
- Jaume Gassull
- Bernat Fenollar
- Narcís Vinyoles
- Joan Moreno

## Situació històrica

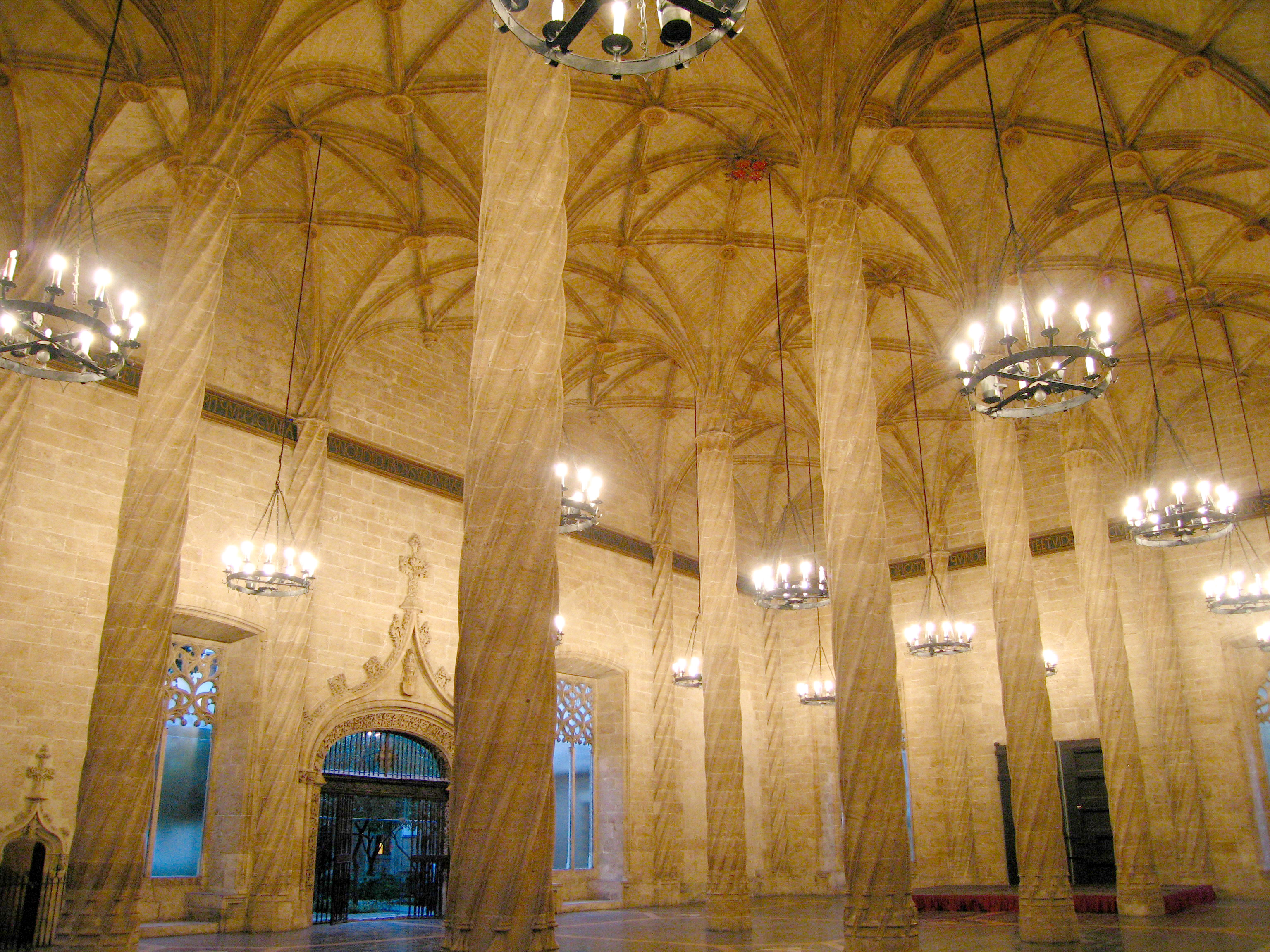
Llotja de la Seda.

Per a entendre un segle tan prolífic de la llengua catalana cal comprendre la situació general de la Corona d'Aragó, i en concret del Principat de Catalunya i del Regne de València.
Al segle xv (especialment la primera meitat), la Corona d'Aragó lluïx amb tota la seua esplendor, el Regne de València actua com el seu floró i la ciutat de València se situa com la capital cultural i econòmica de la Corona, sent una de les ciutats més importants d'Europa en aquest segle.
Després d'alguns anys d'inestabilitat consecutius a una crisi de successió, la Corona d'Aragó es llança a una política exterior agressiva amb l'adveniment d'una dinastia castellana sortida del compromís de Casp (1412) i el regnat d'Alfons el Magnànim (1416-1458), que conquerix el Regne de Nàpols. Però esta embranzida es veu un poc contrariada baix el seu germà i successor, Joan II (1458-1479), el qual, per raons dinàstiques, ha d'oposar-se al seu propi fill, Carles de Viana. La guerra civil esclata al Principat, creant inseguretat a Barcelona com a cort. De fet, Alfons el Magnànim tingué una seu itinerant entre Barcelona i València, fins a instal·lar-se definitivament a Nàpols.
També estos problemes del principat no tenen cap repercussió nefasta a València, ben al contrari, ja que els capitals barcelonins que fugen de la inseguretat de la ciutat comtal venen a invertir-se de bell nou més al sud. No tot és perfecte, naturalment —amenaça de fam, pesta endèmica, crisis confessionals si s'escau—, però estos problemes són genèrics a tot Europa.
El Regne de València va consolidar-se durant tot el segle xiv, el seu pes en la Corona d'Aragó va fent-se major amb personatges com ara Sant Vicent Ferrer. Tot això permet que la ciutat i el regne de València comencen el segle xv amb tota la seua esplendor. La primera impremta de la Península es posa en funcionament a València, així com el primer llibre imprès de la Península, Les Troves en Lahors de la Verge Maria, 1474. Apareix el primer diccionari en llengua romànica: Liber Elegantiarum, així com el primer estudi sobre escacs.
D'altres exemples de l'esplendor econòmic i cultural són la Taula de Canvis i Depòsits de la Ciutat de València, la construcció de la Llotja de la Seda a la mateixa ciutat, la creació de la Universitat de València, o el sufragament del viatge a Amèrica de Colom per banquers valencians.
Per a més informació sobre el context històric d'esta època al Regne de València, podeu consultar Edat Mitjana al País Valencià.

## Politització del segle d'or valencià
El fet que l'eclosió de la literatura en llengua catalana es localitze fonamentalment al Regne de València ha estat utilitzat per uns i altres en arguments partidistes, sovint amb poca base científica. Per a alguns el segle d'or valencià és un suport evident al gentilici valencià com a nom de la llengua, i fins i tot per al secessionisme lingüístic, adduint que una llengua portada per colonitzadors no podia tindre el seu segle d'or tan prompte (segle i mig després de la conquesta). Per a altres, el segle d'or és una mostra del fet que la llengua culta, la llengua de les classes dirigents era el català portat pels repobladors, com així ho demostra el fet que els pares o avis de molts dels autors anteriors eren catalans. Hauria estat impossible que el poble pla, generalment analfabet en una societat feudal, suposant restes mossàrabs importants en els pobladors anteriors als repobladors catalans i aragonesos, haguera pogut desenvolupar una llengua culta i una literatura de tal intensitat.
El segle d'or determina un estil d'escriptura i de literatura que es coneix generalment amb el nom de valenciana prosa. També esdevé comú el gentilici valencià per a designar a la llengua, així com la denominació llengua valenciana, en alguns casos puntuals es fa en oposició amb llengua catalana. Aquesta dualitat devia fer-se amb la intenció d'aclarir que el text s'ha escrit seguint la "valenciana prosa" en referència a l'estil de la llengua culta que va fixar aquesta època d'esplendor valenciana i no a la llengua medieval o a la llengua literària d'altres territoris de parla catalana que encara s'estava desoccitanant.